# Nakajima B5N

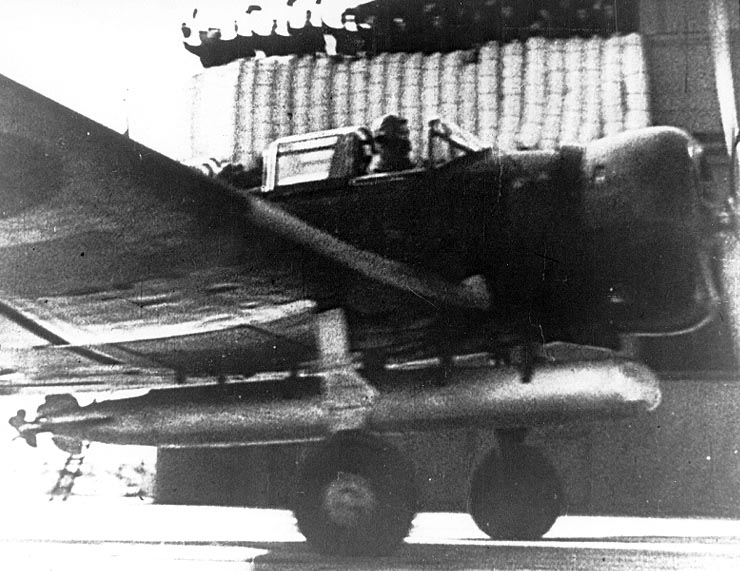
Un aerosilurante Nakajima B5N1 "Kate" in decollo dalla portaerei giapponese Akagi.

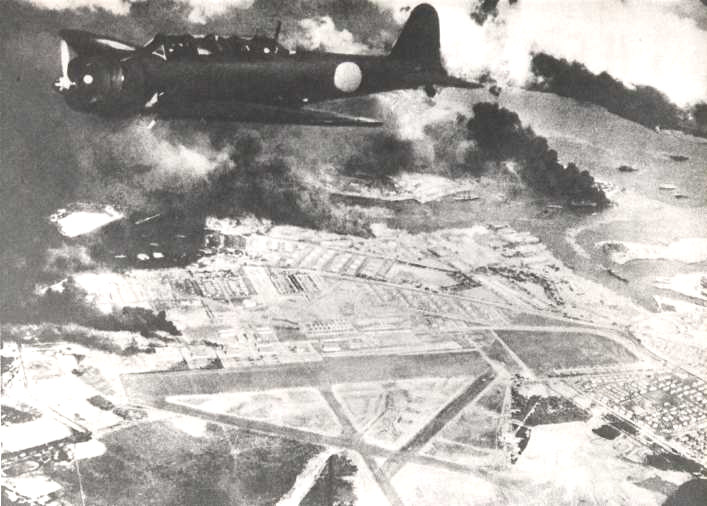
Un Nakajima B5N2 Model 12 "Kate" sorvola la pista di Hickam, 7 dicembre 1941.

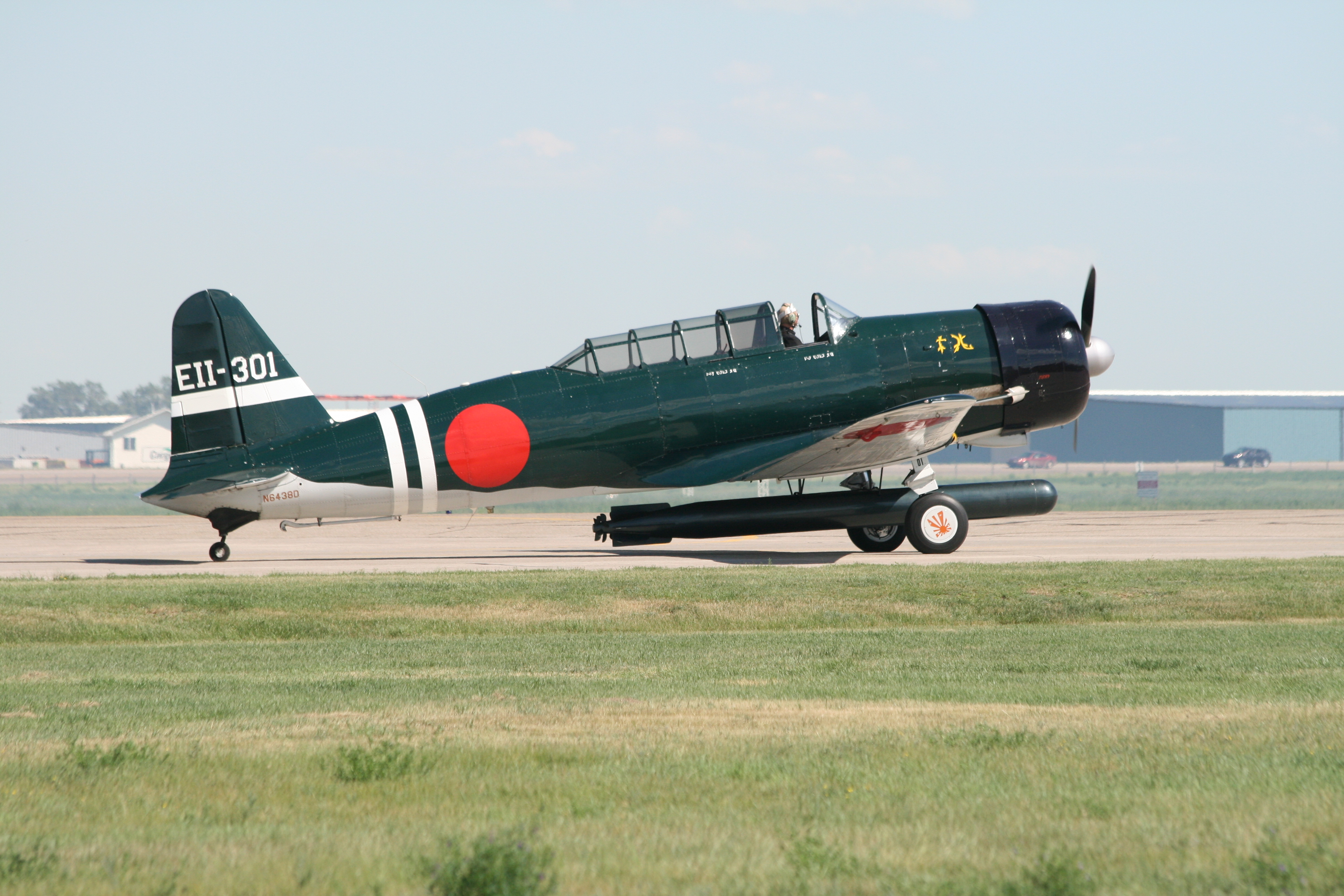
Una replica del Nakajima B5N Tora! Tora! Tora!

Il Nakajima B5N (中島?, B5N), nome di identificazione alleato Kate, fu un aerosilurante monomotore sviluppato dall'azienda aeronautica giapponese Nakajima Hikōki KK nei tardi anni trenta.
Operativo nella Dai-Nippon Teikoku Kaigun Kōkū Hombu, è stato l'aerosilurante standard della Marina imperiale giapponese per i primi anni della seconda guerra mondiale. Sebbene il B5N fosse sostanzialmente più moderno, veloce e potente dei suoi pari ruolo alleati, lo statunitense Douglas TBD Devastator ed il britannico Fairey Swordfish, poteva considerarsi superato già all'epoca dell'attacco a Pearl Harbor, cionondimeno operò per tutta la durata del conflitto. Impiegato prevalentemente come aereo imbarcato sulle portaerei, venne utilizzato a volte anche con base a terra. Il B5N aveva tre membri di equipaggio: pilota, navigatore/puntatore/osservatore e mitragliere/operatore radio.

## Storia del progetto
L'aereo fu progettato da un team guidato da Katsuji Nakamura, in seguito alla specifica 10 Shi emanata dalla Marina giapponese nel 1935 per rimpiazzare lo Yokosuka B4Y. Designato internamente come Progetto K dalla Nakajima, fu preferito al Mitsubishi B5M per l'aggiudicazione del contratto di produzione. Il primo prototipo volò nel gennaio del 1937 e la sua produzione fu avviata subito dopo con la designazione ufficiale di "Bombardiere d'attacco imbarcato Tipo 97" (九七式艦上攻撃機?).

## Impiego operativo
Il debutto in combattimento, durante la seconda guerra sino-giapponese, del primo modello di produzione B5N1, mise in luce alcune deficienze del velivolo, principalmente legate alla mancanza di protezioni per i serbatoi del carburante e per l'equipaggio. La Marina giapponese, però, preferì non intervenire su tali carenze per evitare che l'aggiunta di corazzature e la diminuzione della capacità dei serbatoi, dovuta all'adozione di serbatoi autosigillanti, inficiassero le prestazioni dell'aereo, in particolare l'autonomia. Perciò, nella versione successiva, B5N2, la modifica principale fu l'adozione di un motore più potente (un Nakajima Sakae 11, un 14 cilindri doppia stella, da 1 000 hp (750 kW), in sostituzione del Nakajima Hikari 2, 9 cilindri singola stella, da 840 hp (630 kW) del B5N1). La velocità aumentò di poco, da 368 km/h a 2000 m a 378 km/h a 3600 m, ma in compenso aumentò di molto l'affidabilità dell'aereo.
Il 5N2 soppiantò il B5N1 nella produzione e nel servizio dal 1939. Questa seconda versione fu quella utilizzata nel celebre attacco di Pearl Harbor. Successivamente, il B5N2 ebbe un ruolo notevole nell'affondamento delle portaerei statunitensi USS Yorktown, USS Lexington e USS Hornet.
L'aereo fu costruito in 1149 esemplari, 699 dei quali dalla Nakajima stessa nello stabilimento di Kotzumi.
Alla fine del servizio operativo di prima linea, molti B5N1 furono convertiti in versione da addestramento.

## Versioni
Type K
prototipo.
B5N1
prima versione prodotta in serie. Molti verranno successivamente convertiti in versione da addestramento.
B5N1-K
versione migliorata.
B5N2
ulteriore sviluppo caratterizzato da diverse migliorie e dall'adozione di un motore più potente.

## Utilizzatori
Giappone
- Dai-Nippon Teikoku Kaigun Kōkū Hombu